# Laos ai Giochi della XXX Olimpiade
Il Laos ha partecipato ai Giochi della XXX Olimpiade di Londra, che si sono svolti dal 27 luglio al 12 agosto 2012, con una delegazione di 3 atleti. È stata l'ottava olimpiade in cui il Laos si è presentato, dopo il debutto avvenuto ai Giochi della XXII Olimpiade di Mosca del 1980. Ha da allora partecipato a tutte le edizioni ad eccezione di quella di Los Angeles 1984, dove si unì al boicottaggio organizzato dai Paesi del blocco orientale.

## Atletica leggera
Entrambi gli atleti laotiani sono stati eliminati nelle batterie dei 100 metri piani. Kilakone Siphonexay, portabandiera della delegazione laotiana ai giochi, giunto sesto nella propria batteria, è stato eliminato con il 22º tempo (11"30). Risultato analogo per Laenly Phoutthavong, unica donna a rappresentare il Laos a questi giochi, sesta in batteria ed eliminata con il 22º tempo (13"15).
Gare maschili
| Atleta              | Gara  | Batterie | Batterie | Quarti          | Quarti          | Semifinali      | Semifinali      | Finale          | Finale          |
| Atleta              | Gara  | Tempo    | Pos.     | Tempo           | Pos.            | Tempo           | Pos.            | Tempo           | Pos.            |
| ------------------- | ----- | -------- | -------- | --------------- | --------------- | --------------- | --------------- | --------------- | --------------- |
| Kilakone Siphonexay | 100 m | 11"30    | 22º      | non qualificato | non qualificato | non qualificato | non qualificato | non qualificato | non qualificato |

Gare femminili
| Atleta              | Gara  | Batterie | Batterie | Quarti          | Quarti          | Semifinali      | Semifinali      | Finale          | Finale          |
| Atleta              | Gara  | Tempo    | Pos.     | Tempo           | Pos.            | Tempo           | Pos.            | Tempo           | Pos.            |
| ------------------- | ----- | -------- | -------- | --------------- | --------------- | --------------- | --------------- | --------------- | --------------- |
| Laenly Phoutthavong | 100 m | 13"15    | 22ª      | non qualificata | non qualificata | non qualificata | non qualificata | non qualificata | non qualificata |

## Nuoto
L'unico nuotatore laotiano ai giochi di Londra è stato Pathana Inthavong, secondo in una batteria di soli tre concorrenti ed eliminato con il 56º tempo (28"17).
Gare maschili
| Atleta            | Gara              | Batteria | Batteria  | Semifinale      | Semifinale      | Finale          | Finale          |
| Atleta            | Gara              | Tempo    | Posizione | Tempo           | Posizione       | Tempo           | Posizione       |
| ----------------- | ----------------- | -------- | --------- | --------------- | --------------- | --------------- | --------------- |
| Pathana Inthavong | 50 m stile libero | 28"17    | 56º       | non qualificato | non qualificato | non qualificato | non qualificato |